# Leopold Ehrmann
Leopold Ehrmann (6. března 1886 Strakonice – 11. dubna 1951 Chicago) byl pražský, židovský, německy hovořící architekt.

## Život
Ehrmann vystudoval v Plzni a ve Vídni. Jeho bratrancem byl pravděpodobně další pražský, židovský, německy hovořící architekt Friedrich Ehrmann. V Praze měl projekční kancelář v Dittrichově ulici, Praha 2. Tvořil v duchu funkcionalismu, zejména pro pražskou židovskou obec. Emigroval do USA a připlul do New Yorku na lodi Coamo 4. prosince 1940.

## Dílo
- 1924 náhrobek Franze Kafky, Nový židovský hřbitov, Praha 3-Žižkov[5]
- 1928-1930 přestavba karlínské synagogy, č. p. 243, Praha 8-Karlín, Vitíkova 13
- 1930 přestavba smíchovské synagogy, Praha 5-Smíchov, Stroupežnického 32
- 1933 budova vrátnice a obřadní síň na urnovém háji, Nový židovský hřbitov, Praha 3-Žižkov[6]
- 1937-1938 Nájemní dům s obchody č. p. 1184, Praha 1-Nové Město, Lodecká 3, spoluautor: František Zelenka [7][8]

## Galerie

Stavby Leopolda Ehrmanna
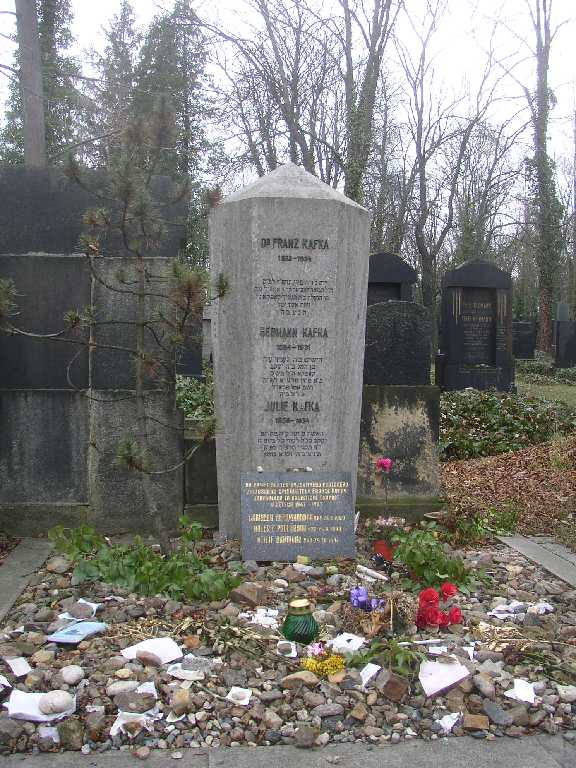
Náhrobek Franze Kafky, 1924.
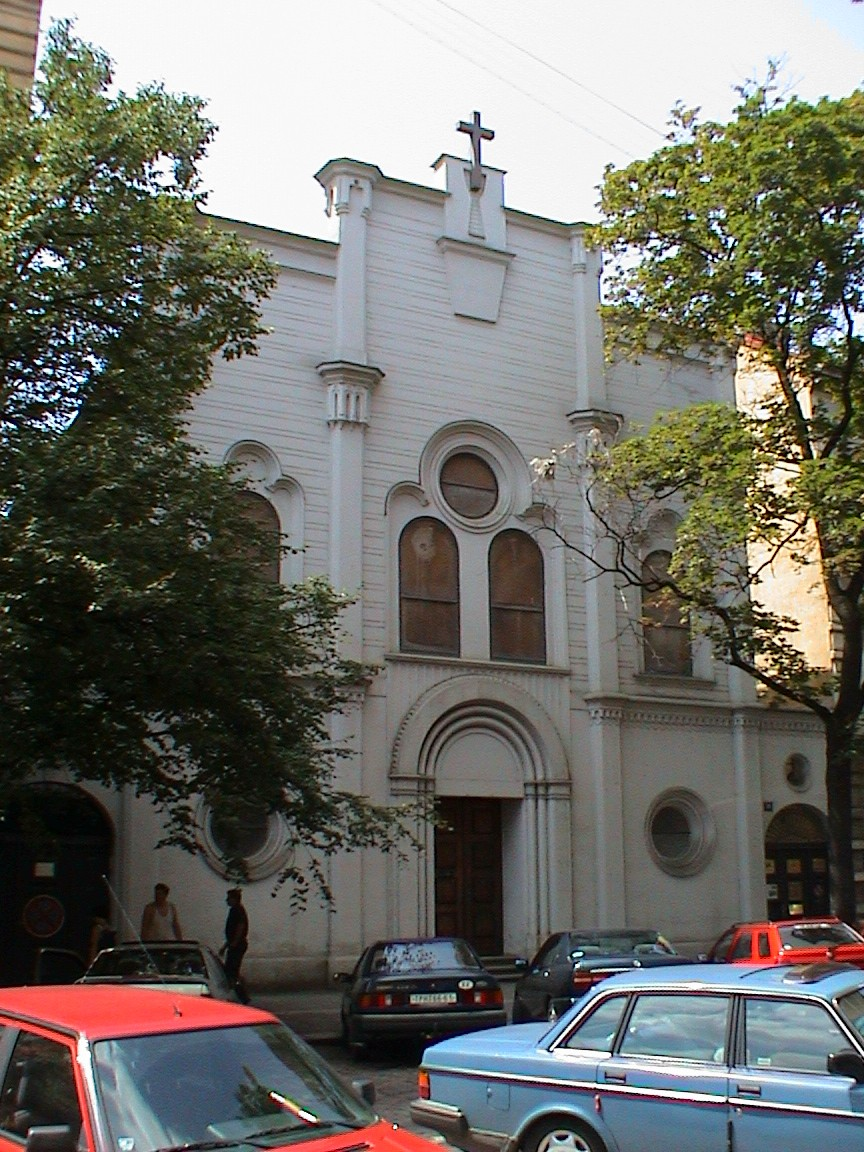
Přestavba bývalé karlínské synagogy
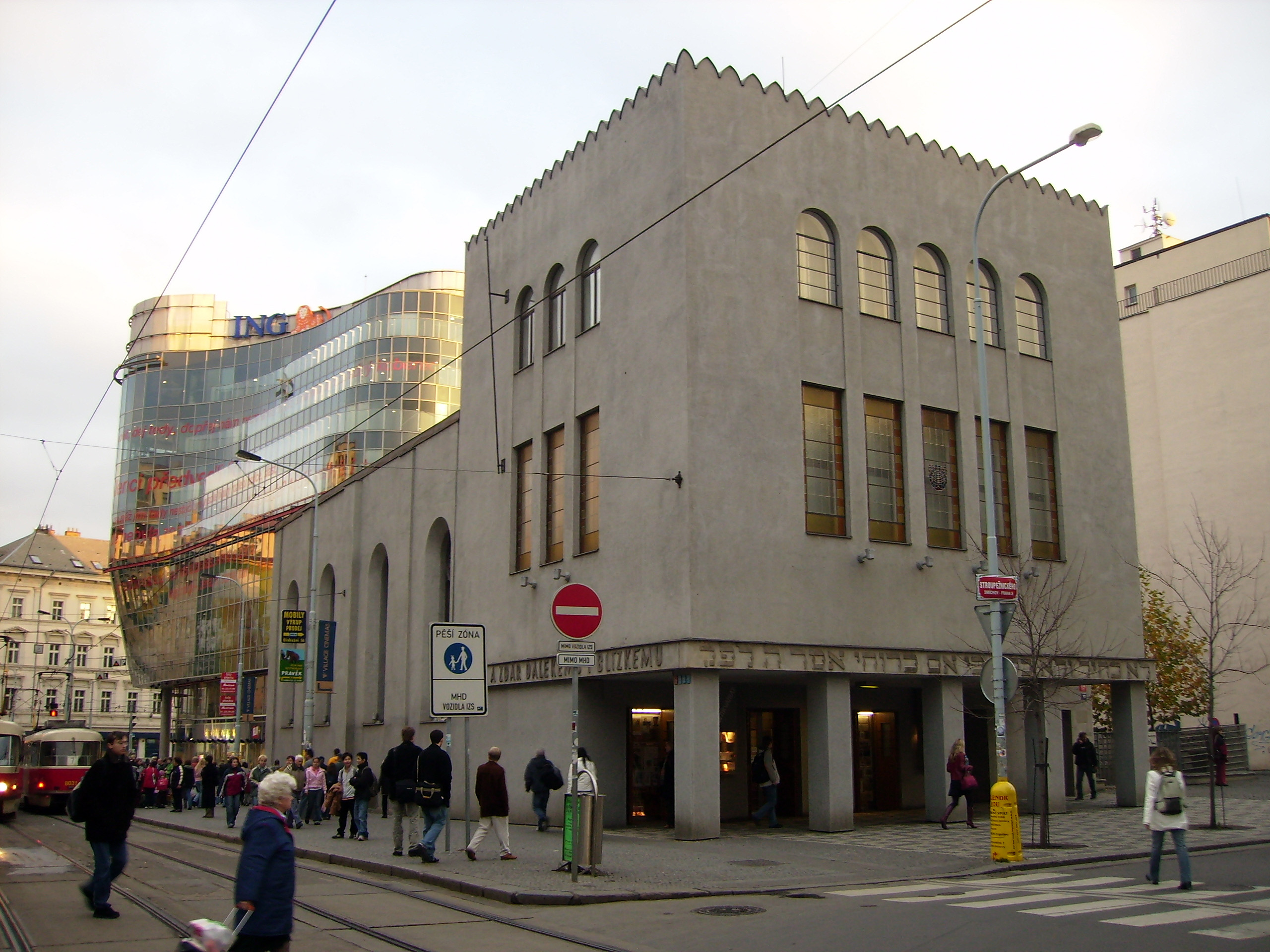
Přestavba smíchovské synagogy
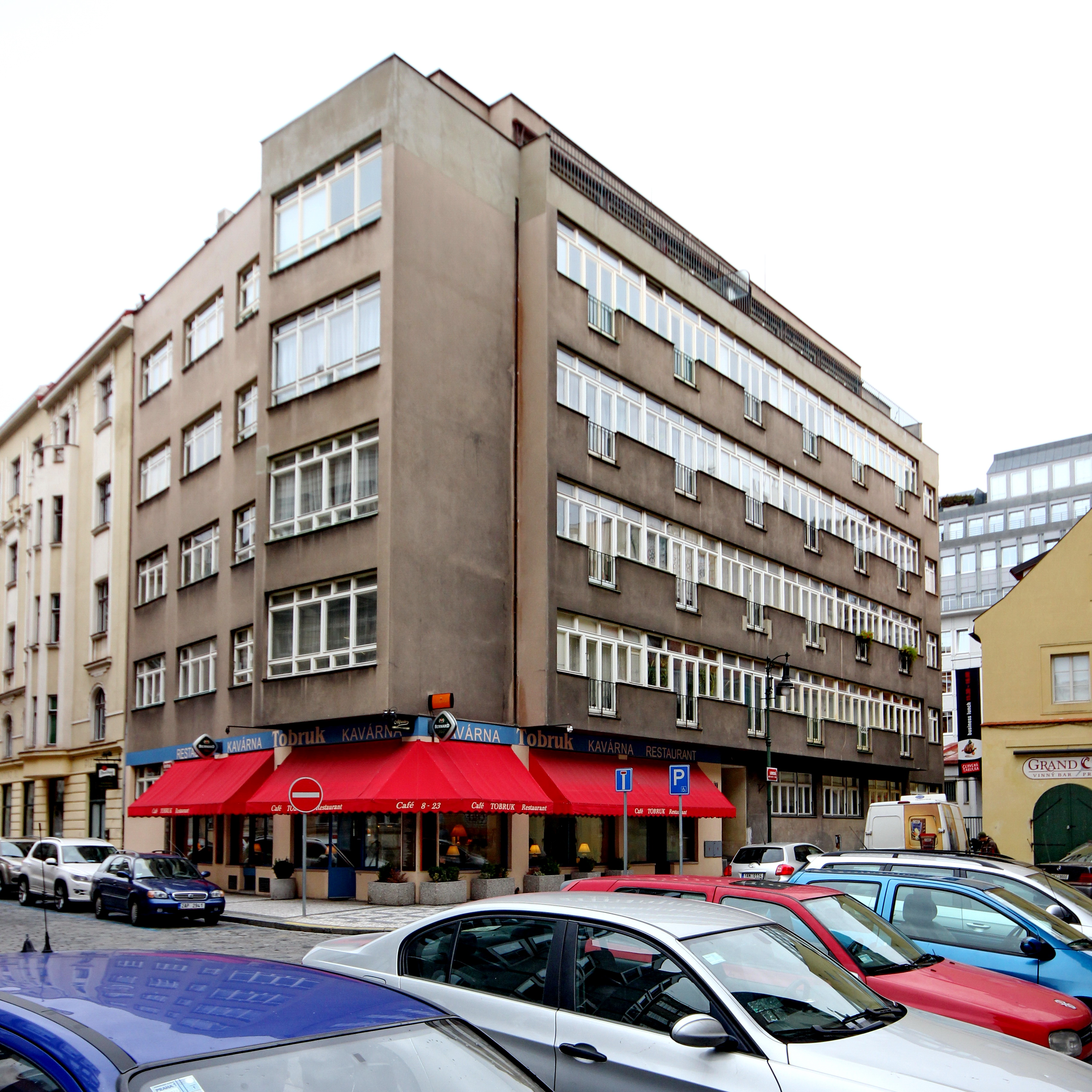
Nájemní dům s obchody, Praha 1, Lodecká 3, spolu s Františkem Zelenkou
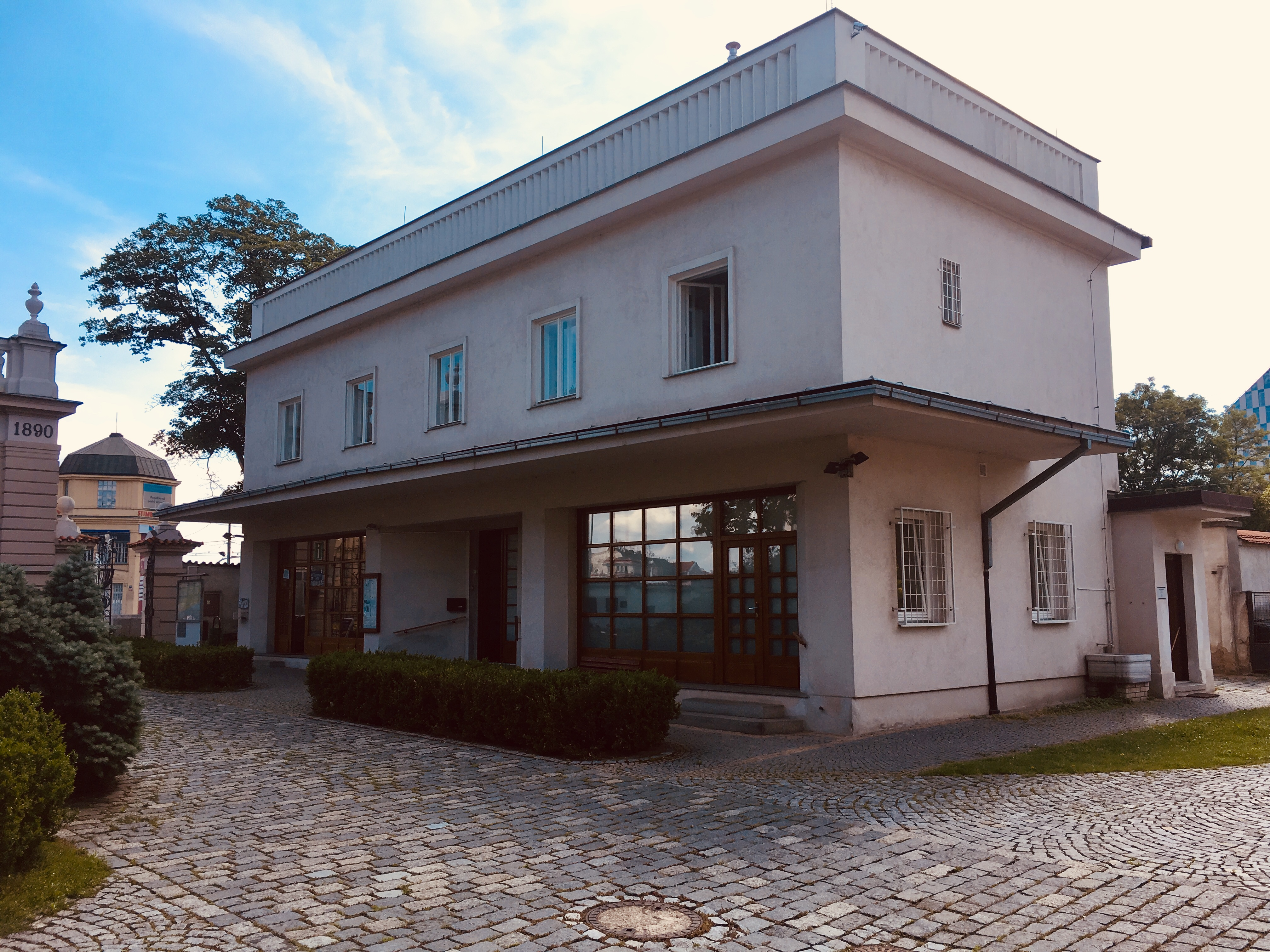
Funkcionalistická vrátnice Nového židovského hřbitova na Olšanech, 1933